# Afriyie Acquah
Ebenezer Afriyie Acquah (Sunyani, Brong-Ahafo, Ghana, 5 de enero de 1992) es un futbolista ghanés que juega de mediocampista en el F. C. Chitwan de la Superliga de Nepal.

## Trayectoria
Afriyie Acquah es originario de Sunyani, en la región ghanesa fronteriza con Costa de Marfil de Brong-Ahafo. Durante su infancia y adolescencia pasó por muchos equipos de Ghana como Goldfields, Academia de Fútbol Glentoran, Mine Stars, Bechem United entre otros. En Italia jugó en las categorías inferiores del Palermo desde 2010 hasta 2011.
El 1 de febrero de 2010 fue fichado por el Palermo de la Serie A de Italia donde jugó desde 2011 hasta 2012. Allí disputó 31 partidos sin anotar ningún gol. Luego en 2012 fue cedido a préstamo por un año al Parma F. C. donde jugó trece partidos en un periodo de un año.
En enero de 2013 se anunció su fichaje por el 1899 Hoffenheim de la Bundesliga. No obstante, fue nuevamente cedido al Parma F. C. anotando un gol en veintisiete partidos.

## Selección nacional
Ha sido internacional con la selección de fútbol de Ghana en categorías sub-17, sub-20 y absoluta con un total de dos anotaciones en seis partidos jugados.
Recibió su primera convocatoria el 26 de febrero de 2012 para enfrentar a Chile en un juego amistoso. Anotó su primer gol con la selección absoluta el 13 de octubre de 2012 en un juego ante la selección de fútbol de Malawi.
El 12 de mayo de 2014 el entrenador de la selección de Ghana, Akwasi Appiah, incluyó a Acquah en la lista preliminar de 26 jugadores preseleccionados para la Copa Mundial de Fútbol de 2014. Semanas después, el 1 de junio, fue ratificado en la lista final de 23 jugadores que viajarán a Brasil. Acquah debutó en el torneo en la derrota 1-2 frente a Portugal en el último partido de la fase de grupos.

### Participaciones en Copas del Mundo
| Mundial                        | Sede   | Resultado      |
| ------------------------------ | ------ | -------------- |
| Copa Mundial de Fútbol de 2014 | Brasil | Fase de grupos |

## Clubes
| Club                     | País           | Año       |
| ------------------------ | -------------- | --------- |
| U. S. Palermo            | Italia         | 2011-2013 |
| Parma F. C. (cesión)     | Italia         | 2012      |
| TSG 1899 Hoffenheim      | Alemania       | 2013-2015 |
| Parma F. C. (cesión)     | Italia         | 2013-2014 |
| U. C. Sampdoria (cesión) | Italia         | 2014      |
| Torino F. C.             | Italia         | 2015-2018 |
| Empoli F. C.             | Italia         | 2018-2019 |
| Yeni Malatyaspor         | Turquía        | 2019-2021 |
| Al-Batin F. C.           | Arabia Saudita | 2021-2022 |
| Al Quwa Al Jawiya        | Irak           | 2023      |
| F. C. Chitwan            | Nepal          | 2023-     |